# Kecamatan Muaratami
Kecamatan Muaratami är ett distrikt i Indonesien.   Det ligger i provinsen Papua, i den östra delen av landet, 3 800 km öster om huvudstaden Jakarta.